# Mansfeld (Adelsgeschlecht)

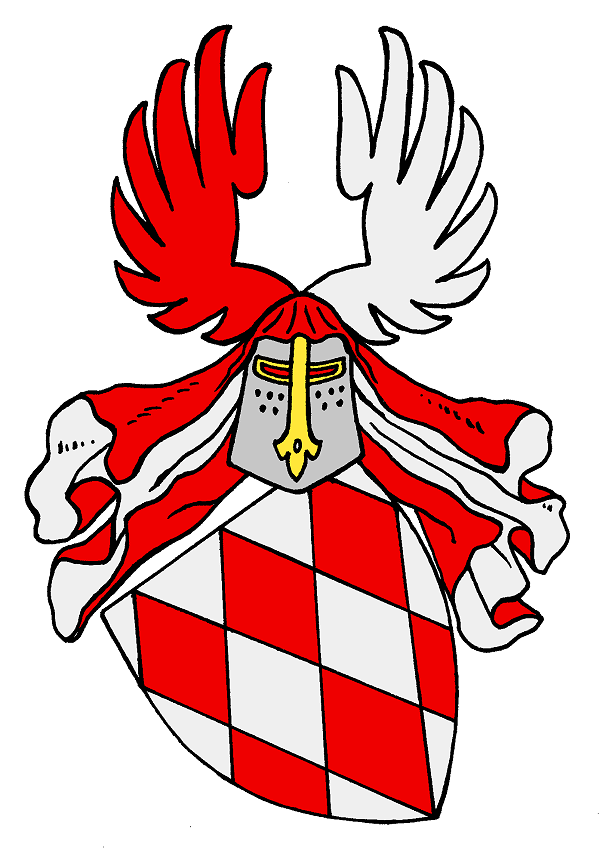
Stammwappen derer von Mansfeld

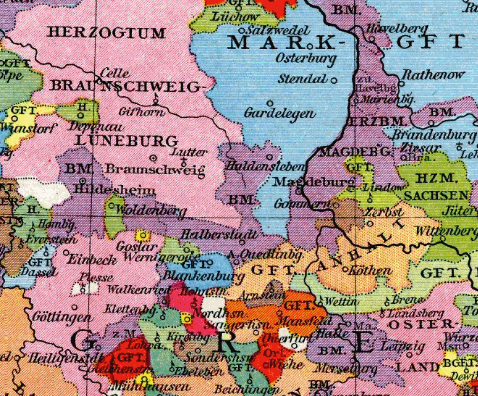
Grafschaft Mansfeld um das Jahr 1250 (orange)

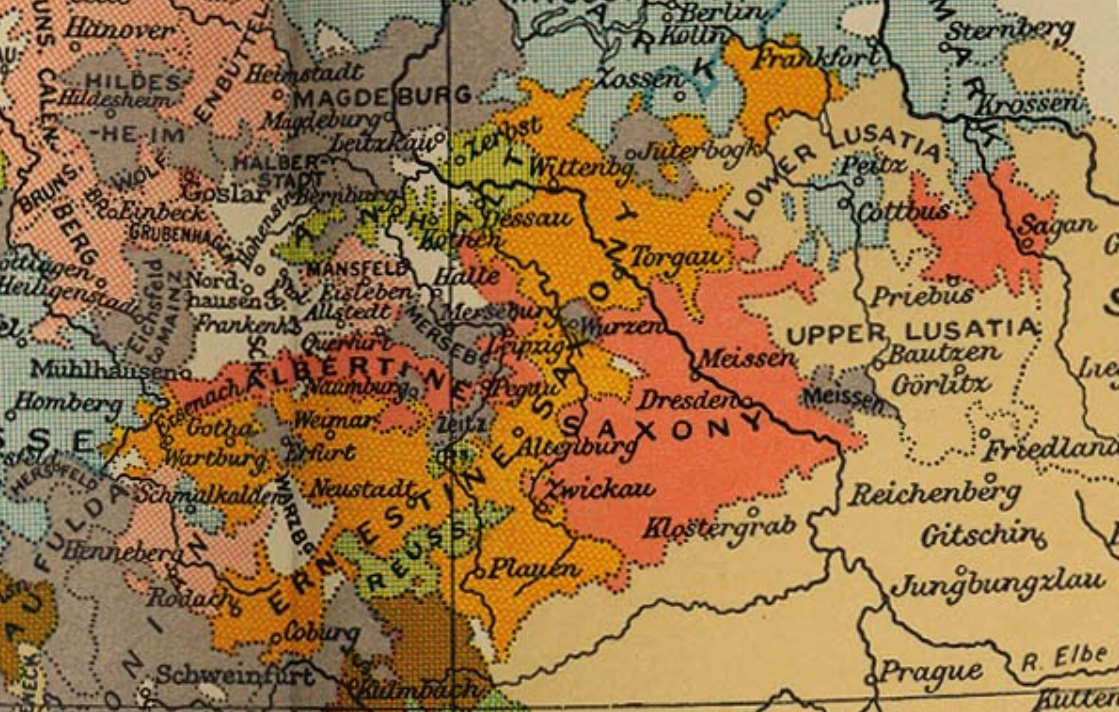
Die Grafschaft mit Geburts- und Sterbeort Luthers Eisleben (Mitte, links) im Jahre 1519

Die Grafen von Mansfeld gehörten zu den ältesten deutschen Adelsgeschlechtern. Vermutlich bereits ab Mitte/Ende des 10. Jahrhunderts besaßen sie die Herrschaft Mansfeld, wo sie 1050 urkundlich zuerst erscheinen. Die Grafschaft gehörte 1500 dem Sächsischen und 1512 dem Obersächsischen Reichskreis zu.
1069 wurden die Mansfelder von König Heinrich IV. zu Gaugrafen im nördlichen Hassegau ernannt, wozu auch Eisleben gehörte, das fortan in ihrem Besitz verblieb. Nach dem Aussterben des Mannesstammes der ursprünglichen Mansfelder Grafen 1229 fielen deren Besitzungen an die Herren von Querfurt, die nun auch den Titel der Mansfelder Grafen führten.
Ruprecht von Querfurt war von 1260 bis zu seinem Tod 1266 Erzbischof von Magdeburg;
Gebhard von Mansfeld war von 1558 bis 1562 Erzbischof und Kurfürst von Köln.
Die Besitzungen, bis zur Mediatisierung durch Kursachsen und Magdeburg im Jahre 1580 reichsunmittelbare Grafschaft, lagen im nördlichen Teil des Hassegaus am östlichen Rand des Harzes. Dies entsprach in etwa dem späteren Landkreis Mansfelder Land und Teilen der Landkreise Merseburg-Querfurt und Sangerhausen, liegt also heute großteils im Landkreis Mansfeld-Südharz in Sachsen-Anhalt.
1594 wurde der Statthalter des Königs von Spanien in Luxemburg und den Niederlanden, Graf Peter Ernst I. von Mansfeld-Vorderort, in den Reichsfürstenstand erhoben. 1696 wurde diese Würde auch dem österreichischen Feldmarschall Heinrich Franz von Mansfeld zuteil.
1780 erlosch das Haus im Mannesstamm. Die mitteldeutschen, bereits seit 1580 mediatisierten Lehnsbesitzungen wurden von den Lehnsherren eingezogen und zwischen Kursachsen und dem Königreich Preußen geteilt; die böhmischen Allodialbesitze fielen an die Fürsten Colloredo-Mannsfeld.

## Geschichte

### Mittelalter
Die Stadt Mansfeld wurde urkundlich erstmals 973 erwähnt. Historiker nehmen an, dass auch die Entstehung des Mansfelder Grafengeschlechts in diese Zeit zu datieren ist.

#### Erster Mansfelder Stamm

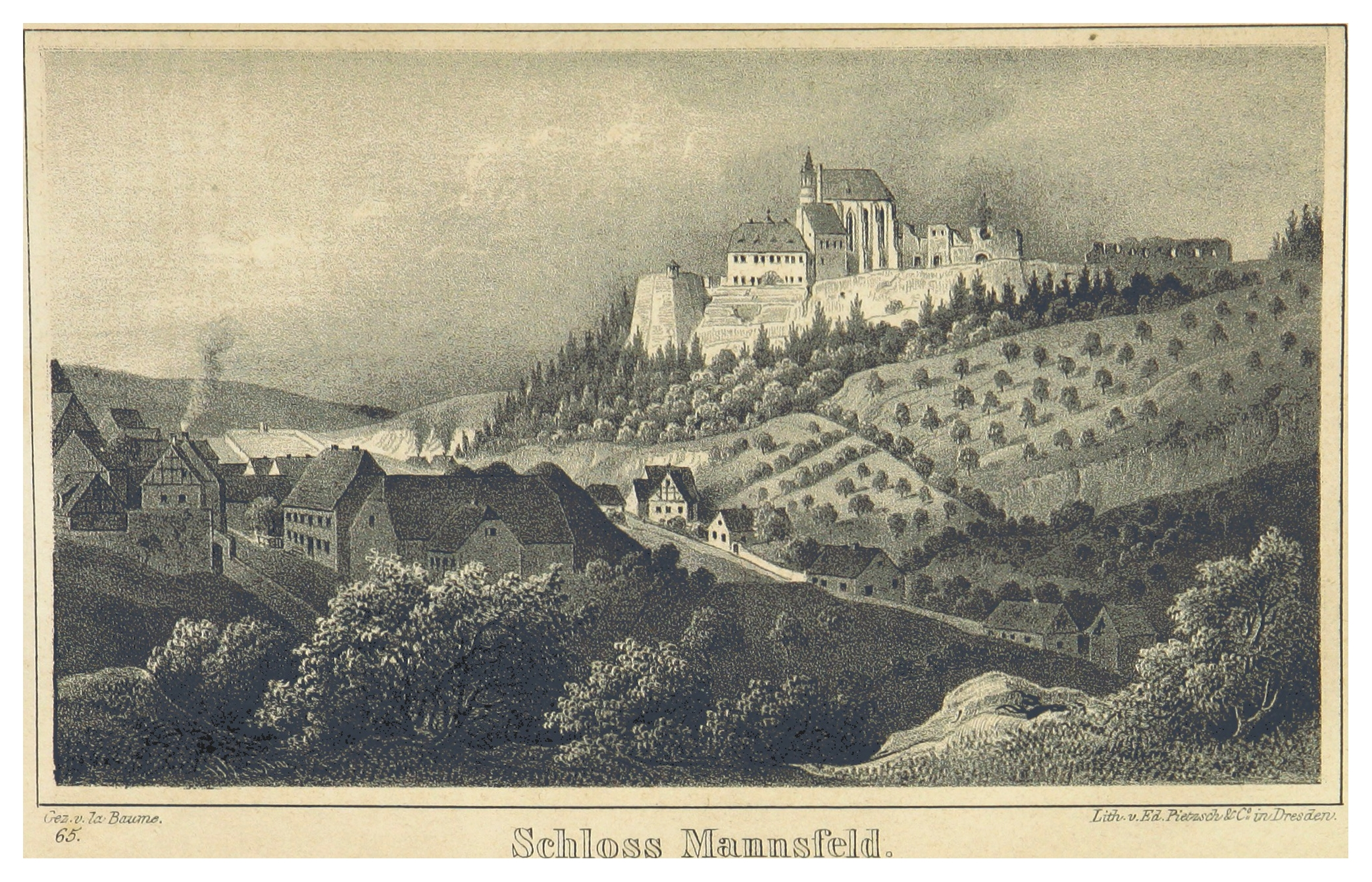
Schloss Mansfeld

Mit Hoyer von Mansfeld, Graf im Hassegau, wurde 1050 der erste Mansfelder namentlich erwähnt. Er war verheiratet mit Christine (von Sangerhausen), einer Tochter Siegfrieds III., eines Grafen aus Sachsen. Hoyer gilt als der eigentliche Ahnherr der Familie, wenngleich erst mit seinem Sohn Hoyer I. von Mansfeld eine durchgehende Überlieferung der Familiengeschichte einsetzt. Hoyer I. war es auch, der als erster seiner Familie den Titel Graf von Mansfeld führte. Er fiel als Feldherr Kaiser Heinrichs V. 1115 in der verlorenen Schlacht am Welfesholz.
Im Jahre 1069 wurden die Mansfelder von König Heinrich IV. zu Gaugrafen im nördlichen Hassegau ernannt. Sie erhielten dieses Amt als Nachfolger der Wettiner, die sich gegen den König aufgelehnt hatten. Dazu gehörte auch der bis Ende des 12. Jahrhunderts bestehende (noch 1154 nachweisbare) Krongutsbezirk Eisleben, der, nach einer Unterbrechung, seit dem 13. Jahrhundert als Lehen der Bischöfe von Halberstadt erschien, während der Allodialbesitz Erzbischof Wichmann von Seeburgs (Vorstädte) 1192 an das Erzbistum Magdeburg fiel und von diesem an die Grafen verlehnt wurde.
Die Mansfelder waren in ihren Anfangsjahren wirtschaftlich sehr erfolgreich, dies nicht zuletzt wegen der Bergbau- und Münzrechte, die sie besaßen. Die klug investierten Gewinne aus ihren Hüttenbetrieben und Schachtanlagen sowie militärisches Geschick gepaart mit Loyalität gegenüber dem Kaiserhaus sicherten eine starke Position am kaiserlichen Hof sowie politischen und wirtschaftlichen Einfluss.

#### Zweiter Mansfelder Stamm (Herren von Querfurt)

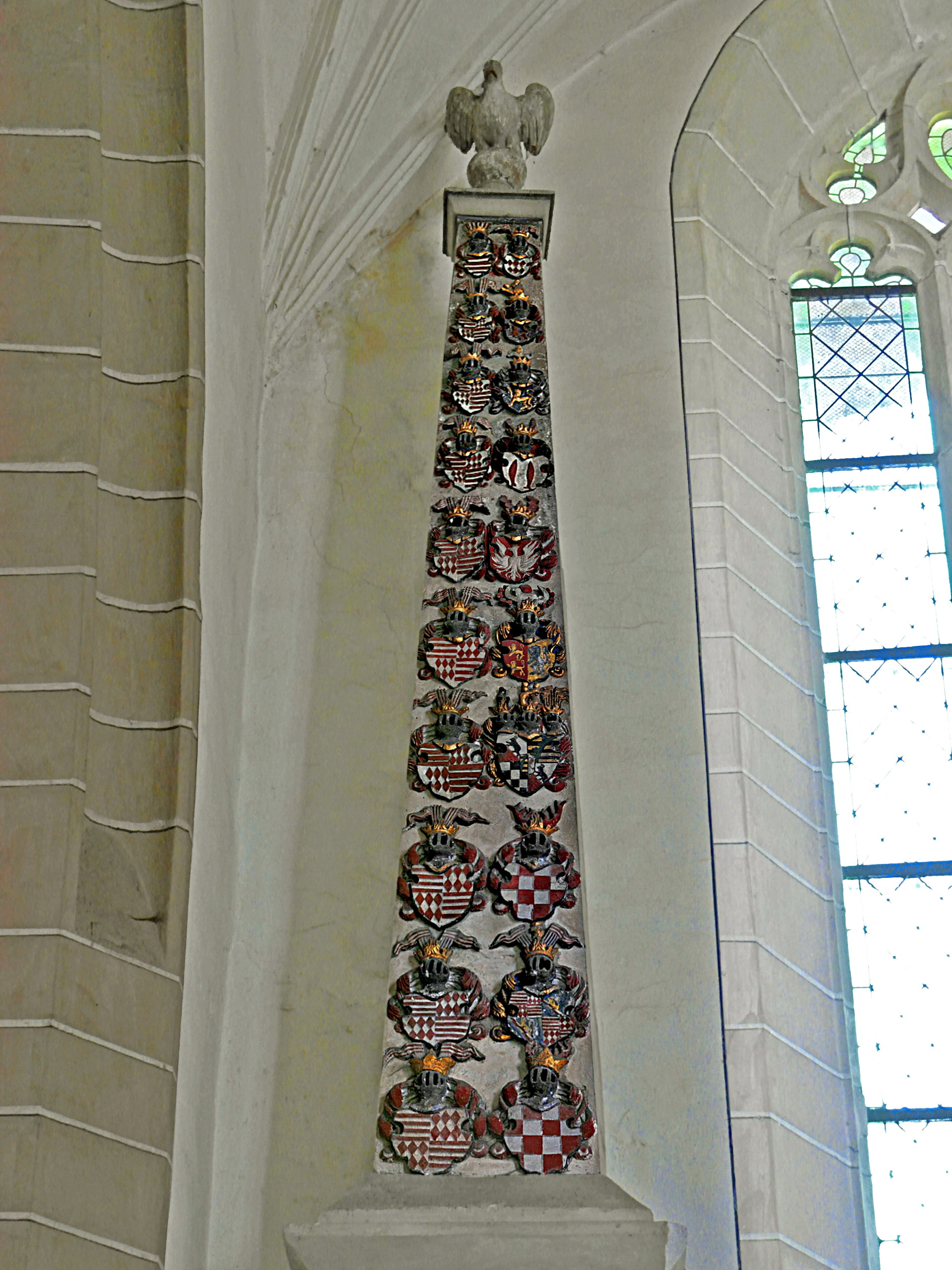
Obelisk in der Annenkirche (Eisleben)

1229 starb mit Burchard I. der letzte männliche Mansfelder. Durch seine Erbtochter, Sophia von Mansfeld, verheiratet mit Burchard II. von Querfurt, kamen die gräflichen Besitzungen an die Edelherren von Querfurt, die fortan zusätzlich auch den Titel des Mansfelder Grafen führten. Ab 1246 nannten sich die männlichen Mitglieder dieses Mansfeld-Querfurter Stammes nur noch Grafen von Mansfeld.
Burchard III. aus dem Hause der Grafen von Querfurt-Schraplau war von 1307 bis 1325 Erzbischof von Magdeburg. Seine Nichten, die Schwestern Agnes und Margarete von Querfurt-Schraplau amtierten 1354–1362 bzw. 1376–1379 als Fürstäbtissinnen der Reichsabtei Quedlinburg. Graf Albrecht, Domherr zu Merseburg, wurde 1345–1356 zum Gegenbischof von Halberstadt gewählt.

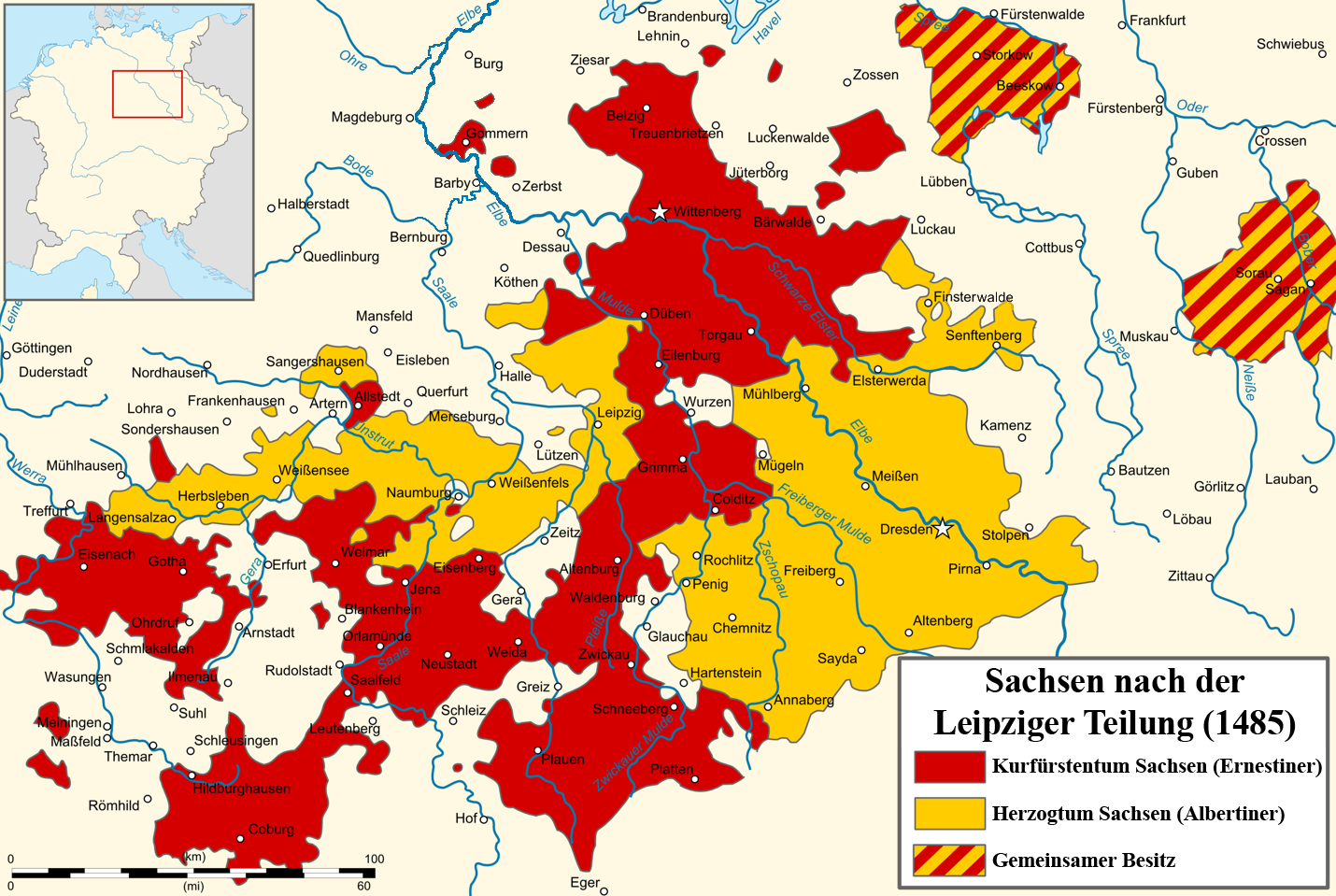
Karte der Leipziger Teilung von 1485.

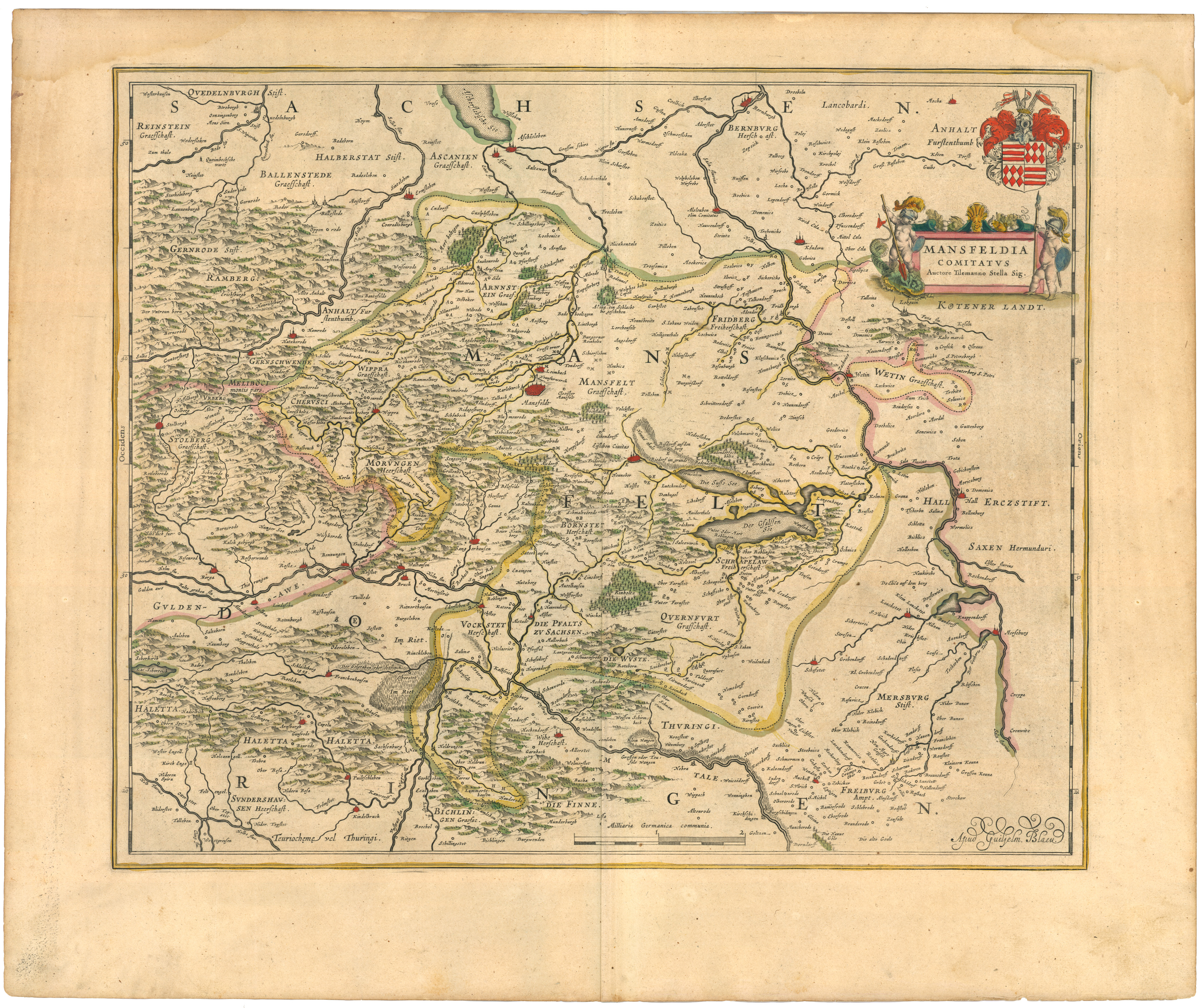
Die Grafschaft Mansfeld, Blaeu-Atlas 1645

Obwohl die Wirtschaft in der gesamten Grafschaft blühte und sich auch durch Zukäufe und geschickte Heiratspolitik das Territorium der Grafschaft vergrößerte, zeichneten sich bereits in der ersten Hälfte des 15. Jahrhunderts ernste Probleme ab. Nicht nur das Erstarken der Wirtschaft (vor allem Bergbau, Hüttenwerke und Handel), sondern auch die Reichsunmittelbarkeit weckte die Begehrlichkeiten der Nachbarn Magdeburg, Halberstadt und des wettinischen Sachsens. Des Weiteren wirkte sich der Kinderreichtum der Mansfelder Grafen sowohl negativ auf die Verteilung der zu vererbenden Güter, Finanzen und Rechte, als auch zu Ungunsten gräflicher Machtfülle in örtlicher und staatspolitischer Hinsicht aus. Da kein Graf weniger als sechs Kindern (manch einer sogar 22) hatte, kam es zu zwei Erbteilungen. Die erste (1501), nach dem Tode Volrads III., spaltete das Haus Mansfeld in die Grafen zu Mansfeld-Vorderort, -Mittelort, und -Hinterort. Durch deren gemeinschaftliche Herrschaft über die Grafschaft, oft verbunden mit innerfamiliären Richtungsstreitigkeiten sowohl in rechtlicher, wirtschaftlicher als auch religiöser Hinsicht, und enormen Kosten für die Unterhaltung der Familien wurde das Leben der einfachen Leute in der Grafschaft sehr belastet.
Zahlreiche Eheschließungen verbanden die Mansfelder mit den Askaniern sowie mit thüringischen Dynastengeschlechtern wie den Grafen von Weimar-Orlamünde, Stolberg, Lobdeburg, Leisnig, Reuß, Schwarzburg, Arnstein, Hohnstein, Beichlingen, Schönburg und auch mit herzoglichen Häusern wie den Braunschweig-Lüneburgern, den Oldenburgern, den Häusern Holstein-Dänemark, Pommern-Stettin, Hessen-Marburg, Nassau-Weilburg. Nach der Konversion des Grafen Wolfgang zum Katholizismus 1627 erfolgten in seiner Nachkommenschaft auch Eheschließungen mit böhmischen und österreichischen Familien wie Dietrichstein, Trautson, Harrach oder Auersperg.

### Neuzeit

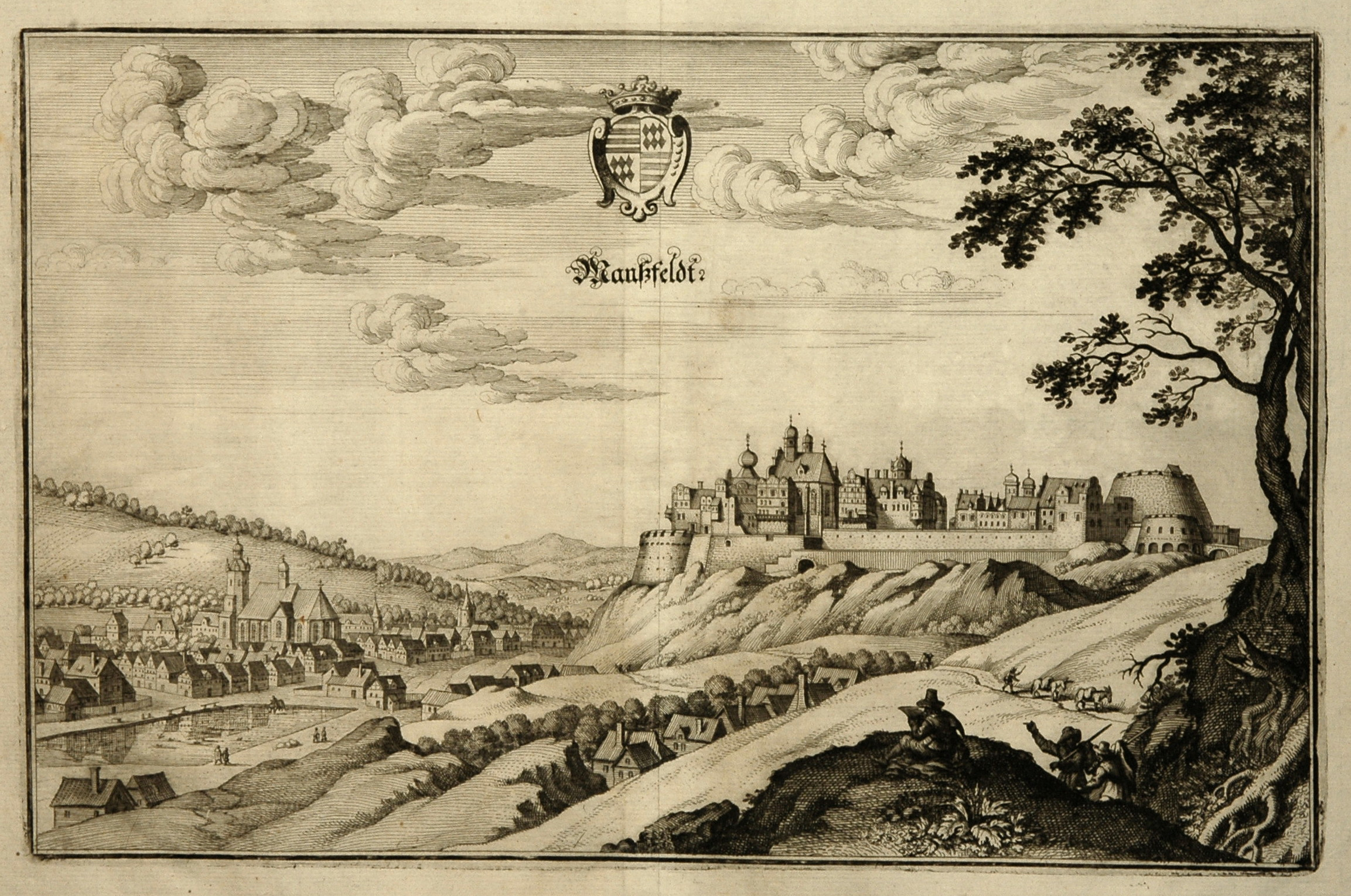
Mansfeld, Kupferstich um 1650

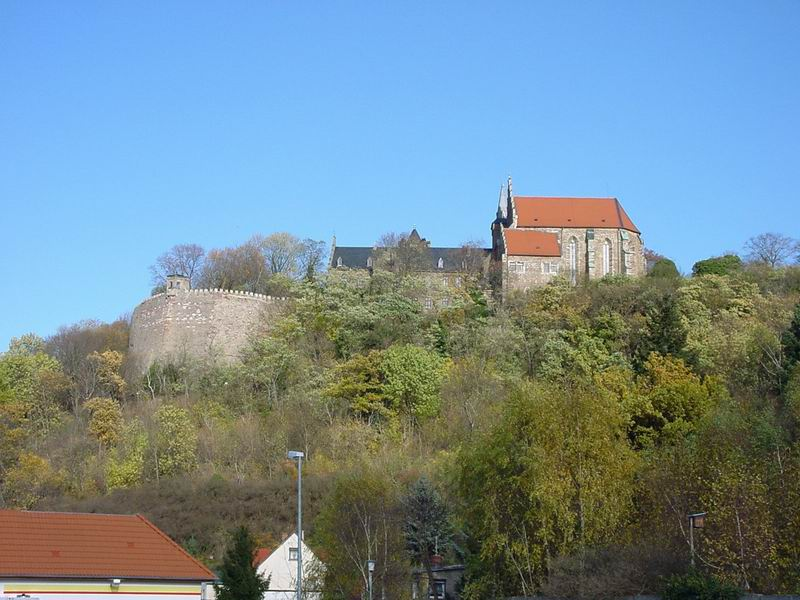
Schloss Mansfeld heute

Die Zeit der Reformation und Gegenreformation brachte neue Turbulenzen in das Mansfelder Land. Während ein Großteil der Mitglieder der Vorderorter Linien (besonders Hoyer VI. von Mansfeld) weiterhin dem katholischen Glauben treu blieb, waren die damaligen Repräsentanten der Mittelorter und Hinterorter Linien, Gebhard VII. und sein Sohn Jobst I. und Albrecht VII. – nicht zuletzt durch die enge Freundschaft zu Martin Luther – glühende Verfechter der protestantischen Lehre. Bereits 1525 führten sie in ihren Besitzungen das evangelische Bekenntnis ein. Jobst I. und Albrecht VII. gehörten 1530 auch zu den Unterzeichnern des Augsburger Glaubensbekenntnisses. Sie behandelten ihre Untertanen nicht besser oder schlechter, als dies ihre katholischen Verwandten taten. Als die Bauernkriege große Teile der Mansfelder Grafschaft verwüsteten, ließ Albrecht VII. die entbrannten Bauernaufstände blutig und mitleidslos niederschlagen. Die Wirren der Reformationskriege bedingten zum Teil sogar, dass sich verwandte Mansfelder als Gegner gegenüberstanden.
Ernst II. von Mansfeld-Vorderort (1479–1531) hatte 22 Kinder, darunter den späteren Statthalter der Niederlande Peter Ernst I. und den späteren Erzbischof und Kurfürsten von Köln, Gebhard. Die Aufteilung der überschuldeten Grafschaft unter die vielen Söhne und die Abfindung der Töchter führten zu erheblichem Streit. Im Januar 1546 reiste Luther, begleitet von seinen drei Söhnen, über Halle in seine Geburtsstadt Eisleben, um dort die Erb- und Rechtsstreitigkeiten innerhalb der Mansfeldischen Grafenfamilie beilegen zu helfen. An den abschließenden Verhandlungen am 17. Februar nahm er, von der winterlichen Reise geschwächt und unter Angina Pectoris leidend, nicht mehr teil; die Verhandlungen endeten jedoch erfolgreich. Am 18. Februar starb der Reformator – in Anwesenheit von Graf Albrecht VII. von Mansfeld-Hinterort und seiner Frau Anna von Honstein-Klettenberg – vermutlich in deren Haus, dem Stadtschloss (Markt 56), in dem sich heute das Hotel Graf von Mansfeld befindet.
Aufgrund seines Engagements für die Reformation verhängte Kaiser Karl V. 1547 die Reichsacht über Graf Albrecht VII. Sie wurde aber 1552 wieder aufgehoben. Als die Erben von Ernst II. den Besitz der Vorderorter Linie 1563 erneut aufteilten, rief dies die Gläubiger der Mansfelder auf den Plan. Die gräfliche Familie war derweil durch reichen Kindersegen, zahlreiche Kriege und Fehden, Umschwung der Kupferkonjunktur und übermäßige Verschwendung hoch verschuldet. Ihre Gläubiger erwirkten 1566 die Einsetzung einer Kommission durch Kaiser Maximilian II. zur Schuldenregulierung, die auf Betreiben von Kurfürst August von Sachsen durch Bevollmächtigte aus Kursachsen, Magdeburg und Halberstadt ersetzt wurde. Diese stellten Gesamtschulden der Grafen in Höhe von 2,75 Millionen Gulden fest, die 1570–1579 schließlich die Sequestration und die Permutationsrezesse zwischen den drei Lehnsherren zur Folge hatten. Sachsen nutzte die Lage der Mansfelder aus und erreichte nach längeren Verhandlungen den Abschluss der von ihnen betriebenen Bestrebungen zur Mediatisierung des bisherigen Reichslehens. Die Wettiner gelangten somit 500 Jahre, nachdem sie ihr gaugräfliches Lehen unter Heinrich IV. an die Mansfelder verloren hatten, wieder in dessen Besitz. Drei Fünftel gehörten nun zum Kurfürstentum, die anderen zwei Fünftel zu Magdeburg. 1580 war Mansfeld somit keine reichsunmittelbare Grafschaft mehr, da die Hoheit über die Regalien nicht mehr vom Kaiser, sondern von den jeweiligen Landesherren ausgeübt wurde. Diese setzten im Zuge der Zwangsverwaltung umgehend eigene Verwalter ein, die offiziell im Namen der Grafen handelten, tatsächlich aber die Interessen ihrer Auftraggeber vertraten.
1602 starb die Mittelorter Linie im Mannesstamm aus und 1666 die Hinterorter Linie.
Die Vorderorter Linie suchte sich Aufgaben und Wirkungskreise außerhalb ihrer engeren Heimat. Peter Ernst I. von Mansfeld-Vorderort (1517–1604) war fast 60 Jahre lang Statthalter des Königs von Spanien in Luxemburg und 1592–1594 auch in den Spanischen Niederlanden. 1594 erhob ihn Kaiser Rudolf II. in den Reichsfürstenstand. Sein Sohn Fürst Karl wurde kaiserlicher Oberbefehlshaber in Ungarn während des langen Türkenkriegs, wo er im Feldlager an der Ruhr starb. Ein weiterer (aus erst nachträglich legitimierter Ehe entstammender) Sohn, Graf Peter Ernst II., wurde ein bedeutender Söldnerführer im Dreißigjährigen Krieg und wechselte ab 1610 auf die Seite der Protestanten. Unter ihm diente ein entfernter Verwandter, Philipp von Mansfeld-Vorderort (1589–1657) aus der Linie Bornstedt-Heldrungen, der nach 1624 zum Katholizismus konvertierte und auf die kaiserliche Seite wechselte, wo er 1628 Kommandant der Ostseeflotte unter Wallenstein und 1633 österreichischer Feldmarschall wurde. Auch Philipps Brüder Wolfgang und Bruno III. wurden katholisch und traten in kaiserliche Dienste. Letzterer erwarb 1630 die böhmische Herrschaft Dobříš. 1696 wurde dessen Sohn Heinrich Franz als österreichischer Feldmarschall ebenfalls zum Reichsfürsten erhoben.
1710 starb der letzte auf Schloss Mansfeld wohnende Graf, Georg III. von Mansfeld-Vorderort-Eisleben, als letzter Graf evangelisch-lutherischer Konfession. Am 31. März 1780 starb auch der allerletzte männliche Mansfelder, Josef Wenzel Nepomuk, 4. Fürst von Mansfeld aus dem Hause Vorderort-Bornstedt; er verunglückte mit der Kutsche. Da sämtliche Lehen des Hauses Mansfeld Mannlehen waren und seine Brüder jung gestorben waren, waren seine drei Schwestern nicht lehnsberechtigt; alle mitteldeutschen Lehen fielen an die Lehnsherren zurück – namentlich an Kursachsen und das Königreich Preußen als Nachfolger des Erzbistums Magdeburg. Lediglich die böhmischen Allodiale mit Schloss Dobříš kamen an die älteste seiner Halbschwestern, Maria Isabella, die seit 1771 mit dem böhmischen Fürsten Franz von Colloredo verheiratet war. Die kaiserliche Regierung in Wien gestattete dem Fürsten 1789 die Namens- und Wappenvereinigung der beiden Geschlechter, um das Andenken an die Mansfelder Grafen zu bewahren. Dadurch führt die ursprünglich italienische Familie Colloredo den Namen zumindest als Namenszusatz weiter. Namensträger dieser Familie leben noch in Österreich, Tschechien und den USA. Die Grafen von Mansfeld schrieben sich mit einem „n“. Bei der Erstellung der Urkunden zur Namensvereinigung zu „Colloredo-Mannsfeld“ wurde der Name 1789 – versehentlich – mit zwei n geschrieben. Obwohl also faktisch auf einem Übertragungsfehler beruhend, ist seit damals die urkundlich und rechtlich korrekte Schreibweise der Familie Colloredo-Mannsfeld mit zwei n. Einige Familienmitglieder sind jedoch zur Schreibweise mit einem n zurückgekehrt. Als eines von 16 mediatisierten Fürstenhäusern erhielten die Colloredo-Mannsfeld einen erblichen Sitz im Herrenhaus des österreichischen Reichsrates.

## Bedeutende Persönlichkeiten der Familie
- Hoyer I. von Mansfeld († 1115), Feldmarschall Kaiser Heinrichs V.
- Albrecht VII. von Mansfeld (1480–1560), Unterzeichner der Confessio Augustana
- Peter Ernst I. von Mansfeld (1517–1604), Statthalter des Königs von Spanien in Luxemburg und den Niederlanden
- Vollrad von Mansfeld (1520–1578), Söldnerführer im 16. Jahrhundert
- Gebhard von Mansfeld (1524–1562), Erzbischof von Köln von 1558 bis 1562
- Karl von Mansfeld (1543–1595), Oberkommandierender bei der Befreiung der von Türken besetzten Festung Gran
- Agnes von Mansfeld (1551–1637), Frau des Kölner Kurfürsten und Erzbischofs Gebhard I. von Waldburg
- Wolfgang von Mansfeld (1575–1638), Offizier und Gesandter
- Bruno III. von Mansfeld (1576–1644), Malteserritter, Kriegsmann, Oberstjägermeister in habsburgischen Diensten, Erwerber der Herrschaft Dobříš (Böhmen)
- Peter Ernst II. von Mansfeld (auch kurz nur Ernst von Mansfeld genannt; 1580–1626), Heerführer im Dreißigjährigen Krieg
- Philipp von Mansfeld (1589–1657), 1633 österreichischer Feldmarschall
- Heinrich Franz von Mansfeld (1640/41–1715), österreichischer Diplomat, Feldmarschall und Hofkriegsratspräsident, Fürst von Fondi, 1696 Reichsfürst

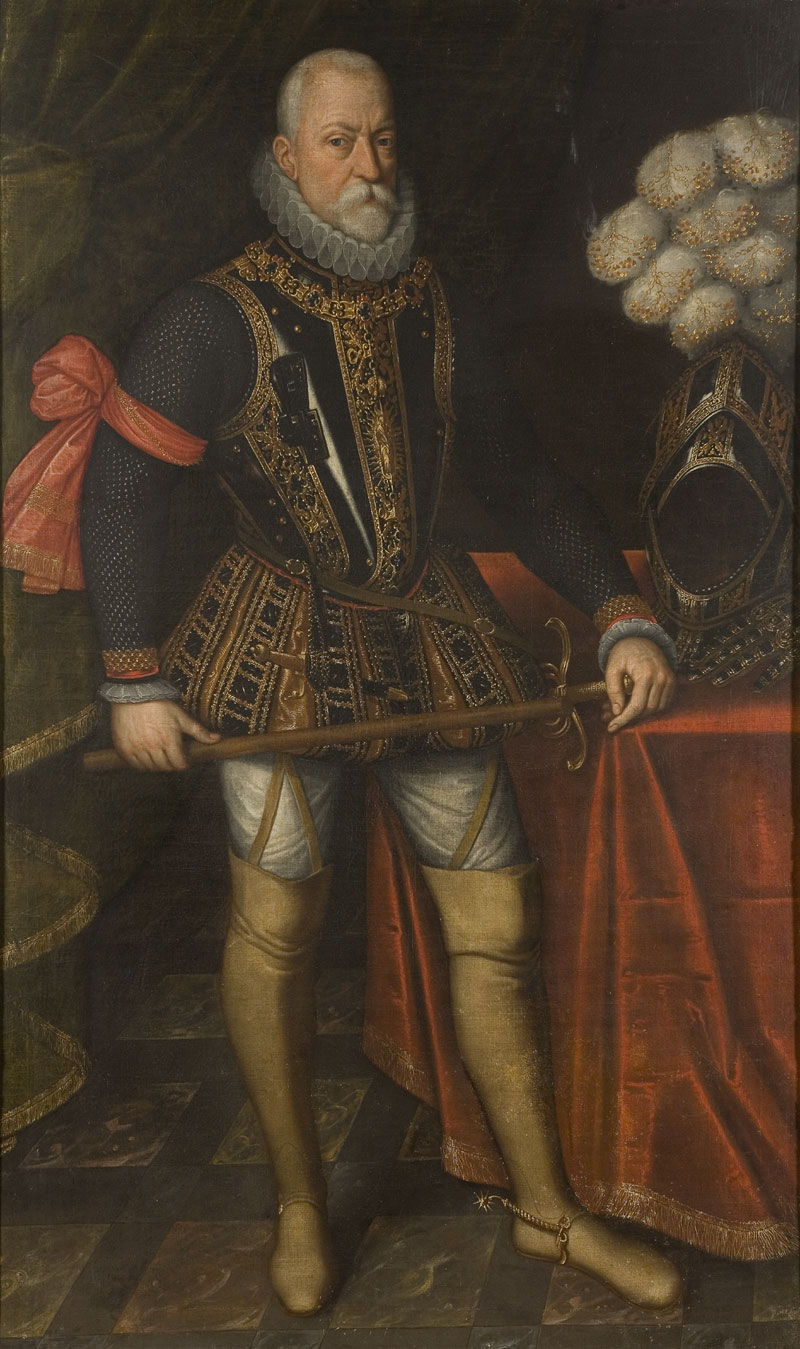
Fürst Peter Ernst I. von Mansfeld (1517–1604), spanischer Statthalter in Luxemburg und den Niederlanden
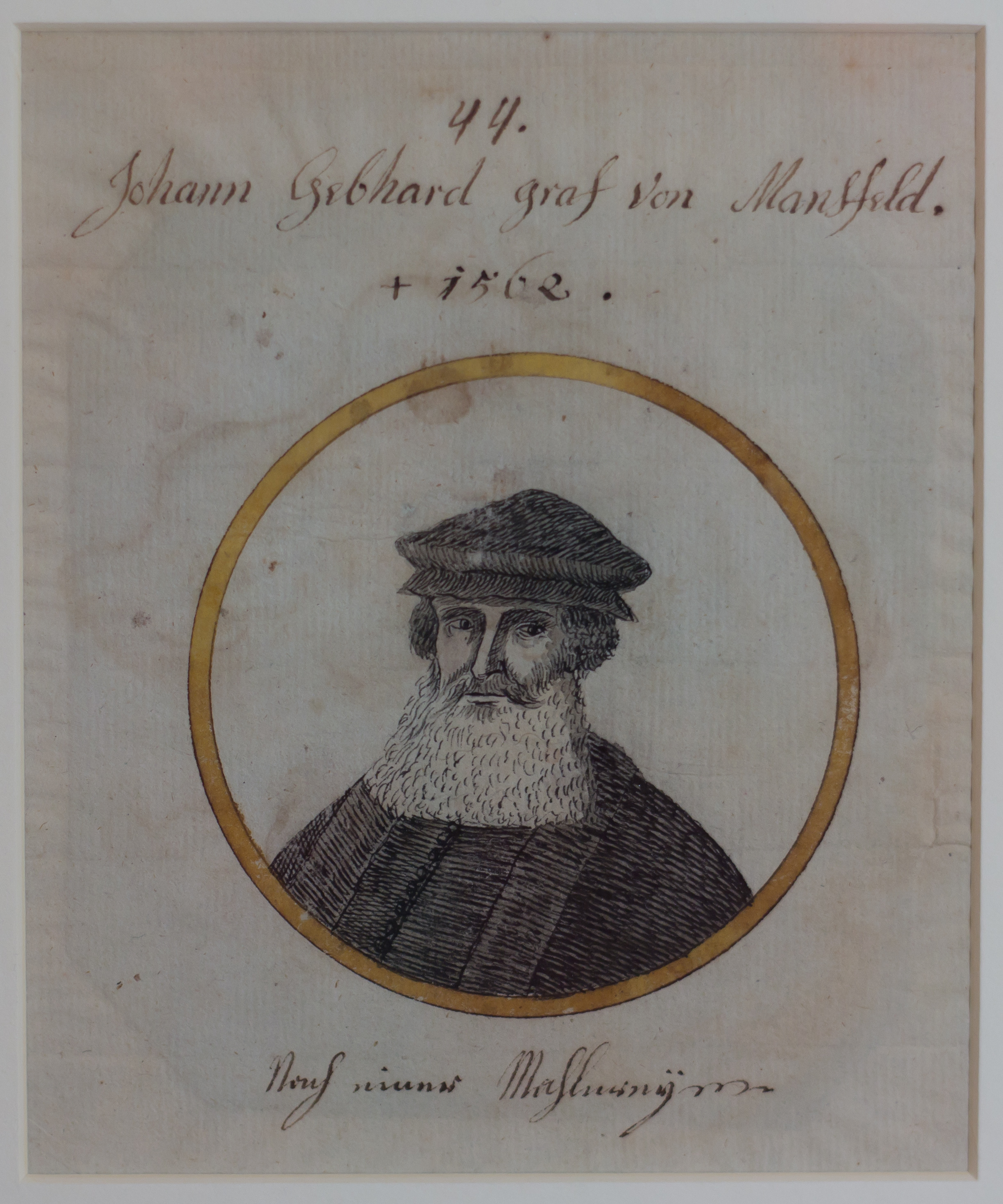
Gebhard von Mansfeld (1524–1562), Erzbischof und Kurfürst von Köln, Bruder Peter Ernsts I.
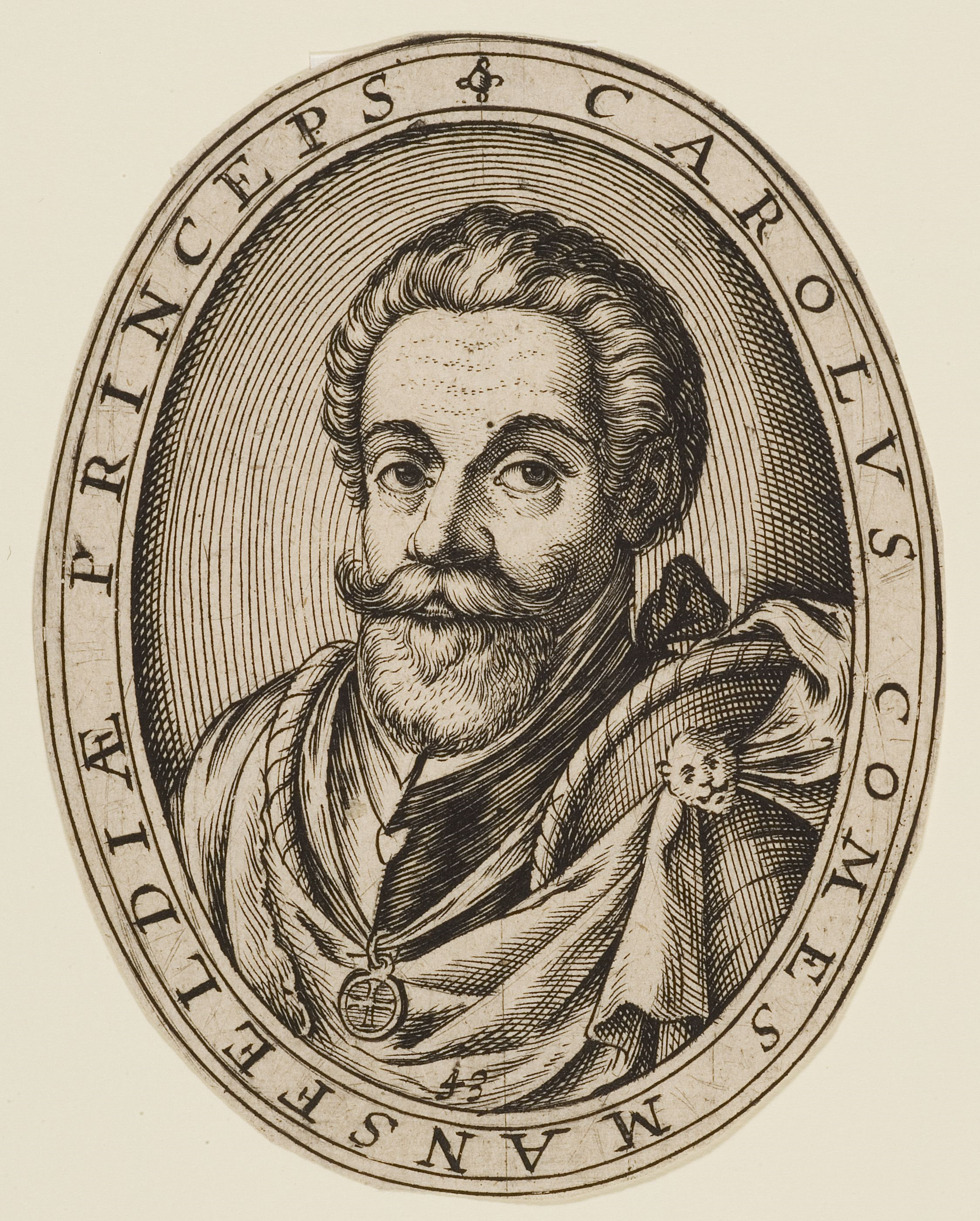
Fürst Karl von Mansfeld (1543–1595), General, Sohn Peter Ernsts I.
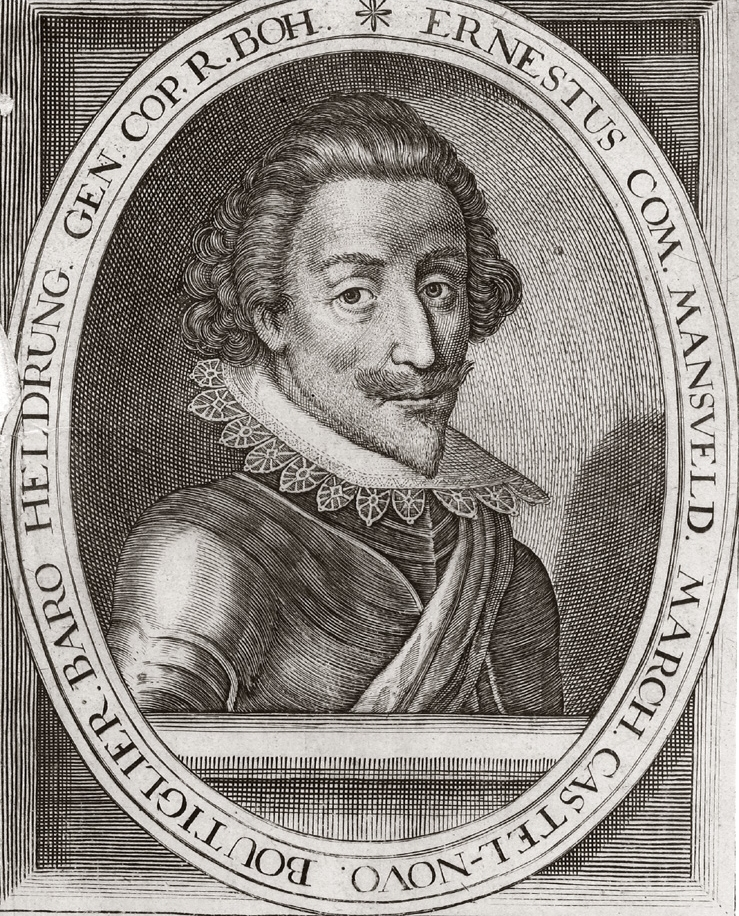
Peter Ernst II. von Mansfeld (1580–1626), Söldnerführer, Sohn Peter Ernsts I.
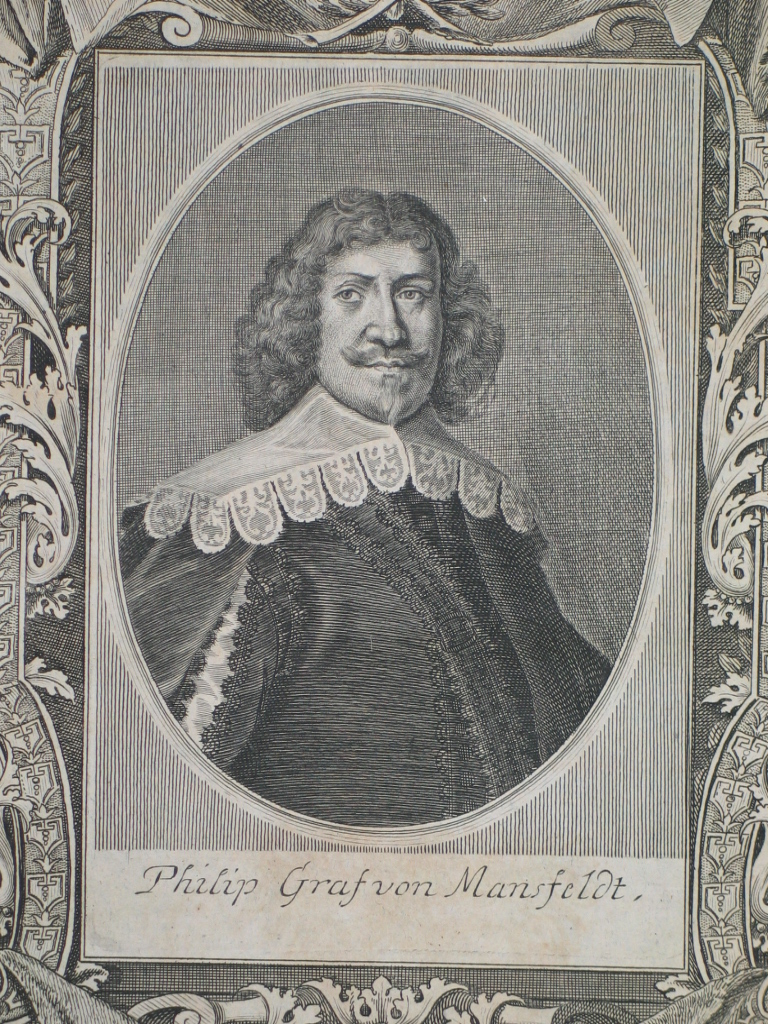
Philipp von Mansfeld (1589–1657), Feldmarschall

Colloredo-Man(n)sfeld:

## Wichtige Bauwerke der Grafen
- Schloss Mansfeld in Mansfeld, seit etwa 1000 im Besitz der Grafen
- Eisleben, seit 1069 Hauptort der mansfeldischen Gaugrafschaft. Das Schloss (erbaut nach 1501 als Stadtsitz der Grafen von Mansfeld-Mittelort, Am Markt 34) wurde beim Stadtbrand 1601 zerstört, danach als kursächsischer Amtssitz wieder aufgebaut. Das als Palais der Grafen von Mansfeld-Vorderort ab 1498 genutzte Haus (Am Markt 56, 58) wurde 1707 neu aufgebaut.
- Kloster Helfta, Hauskloster der Grafen (1229 gegründet)
- Schloss Seeburg (von 1287 bis 1575 im Besitz)
- Burg Bornstedt (von 1301 bis 1780)
- Burg Schraplau (1335 bis 1683)
- Burg Arnstein (1387 bis 1780)
- Schloss Rammelburg (ab ca. 1420 bis 1602)
- Schloss Friedeburg (Saale) (1442 bis 1780)
- Burg Heldrungen (ab 1479)
- Schloss Allstedt (1526–42 im Pfandbesitz)
- Neues Schloss bei Braunschwende (1546–1547), wurde als Bauwerk nicht vollendet
- Château de La Fontaine in Clausen (Luxemburg), ab ca. 1536 von Graf Peter Ernst I. als Gouverneurssitz errichtet
- Schloss Dobříš in Dobříš (Tschechien), die Herrschaft wurde 1630 von Bruno III. von Mansfeld-Bornstedt-Heldrungen erworben. Seit 1780 im Besitz der Fürsten von Colloredo-Mannsfeld, 1946 enteignet, 1998 an diese zurückerstattet.
- Schwarzenbergpalais in Wien, ab 1697 für Fürst Heinrich Franz von Mansfeld erbaut

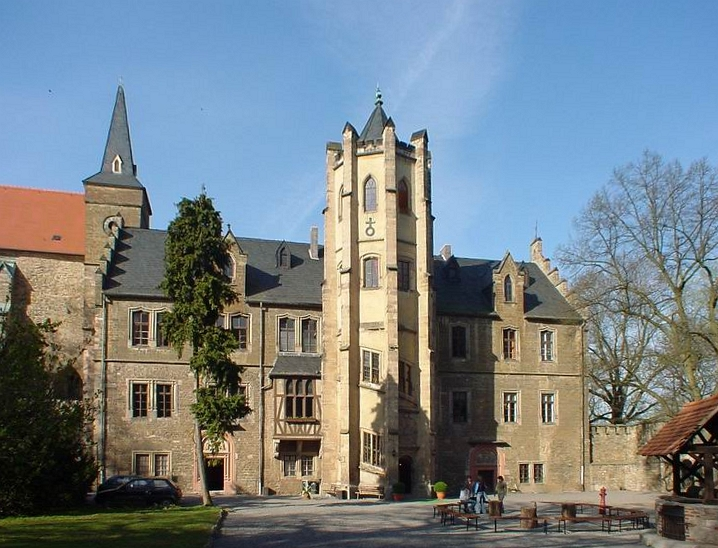
Schloss Mansfeld
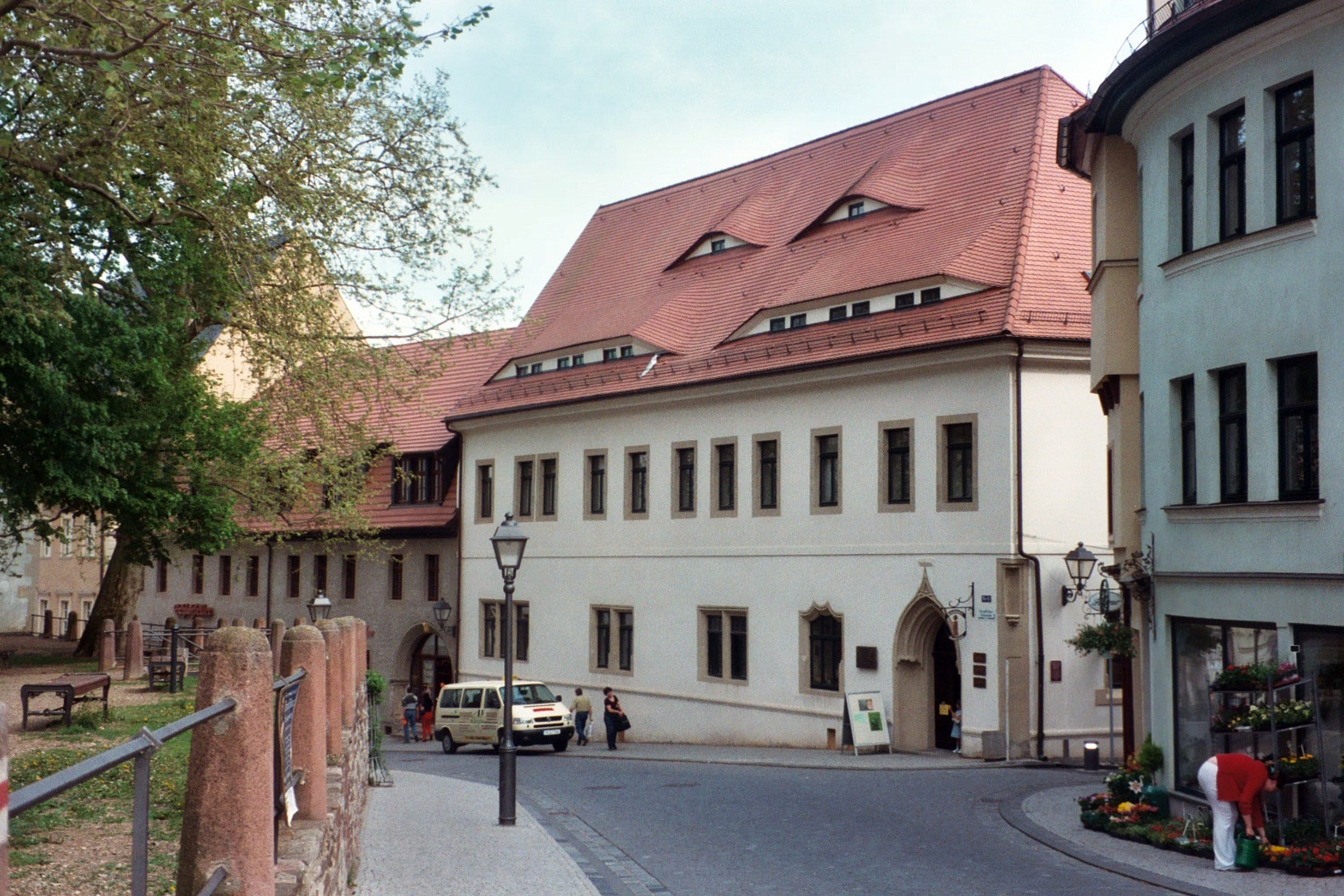
Das (neue) Stadtschloss Eisleben
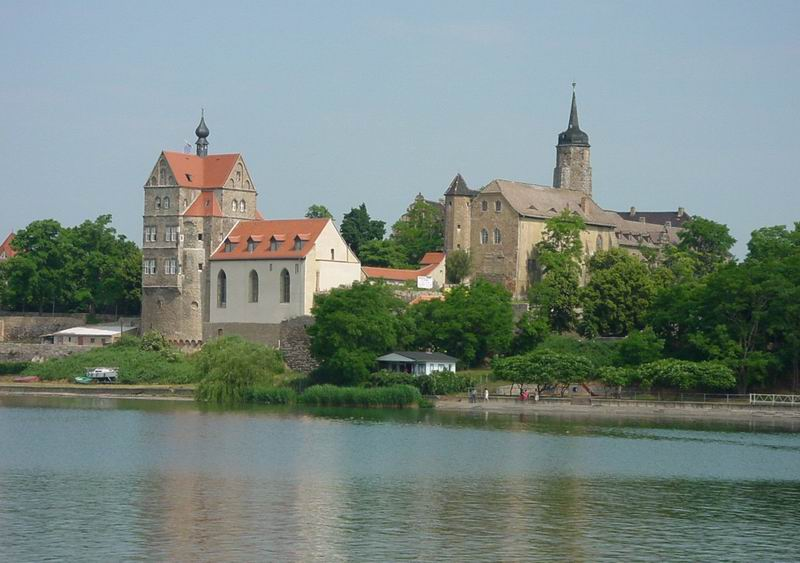
Schloss Seeburg (Hassegau)
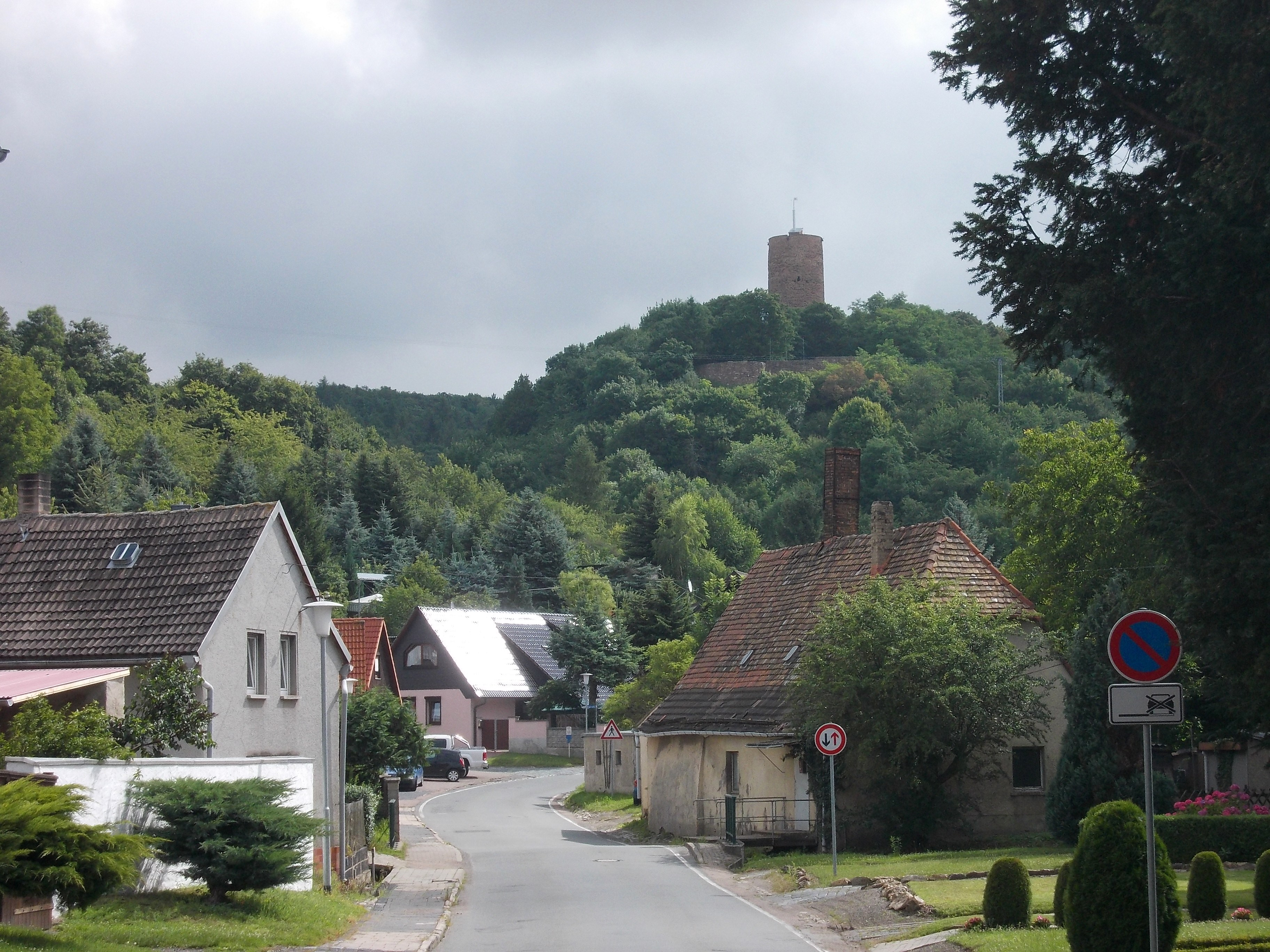
Burg Bornstedt
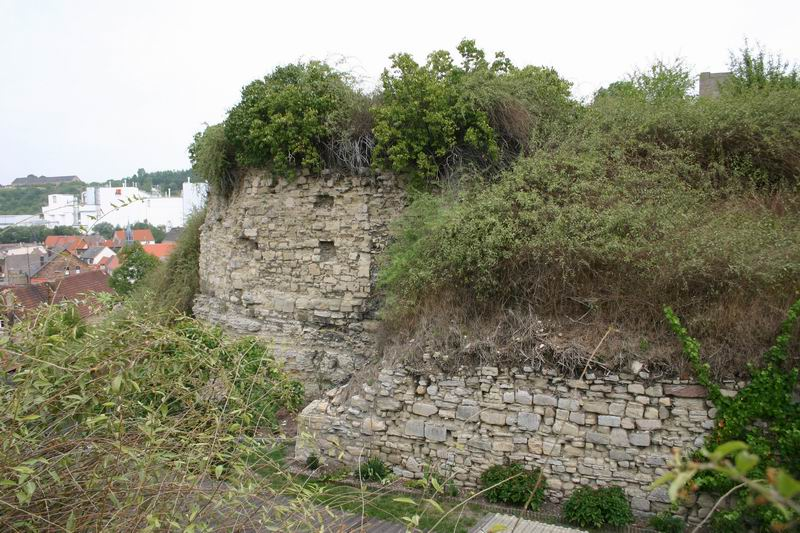
Burg Schraplau
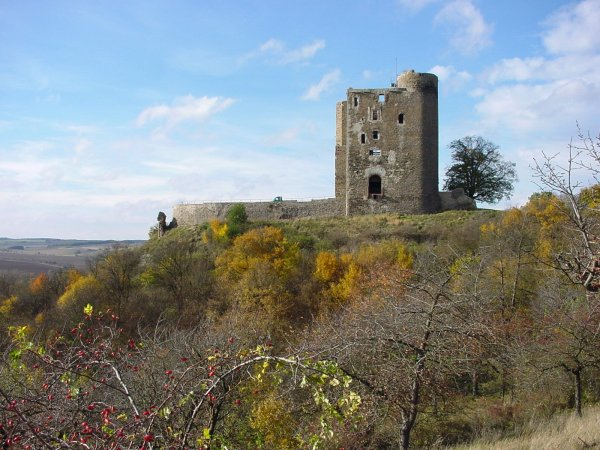
Burg Arnstein
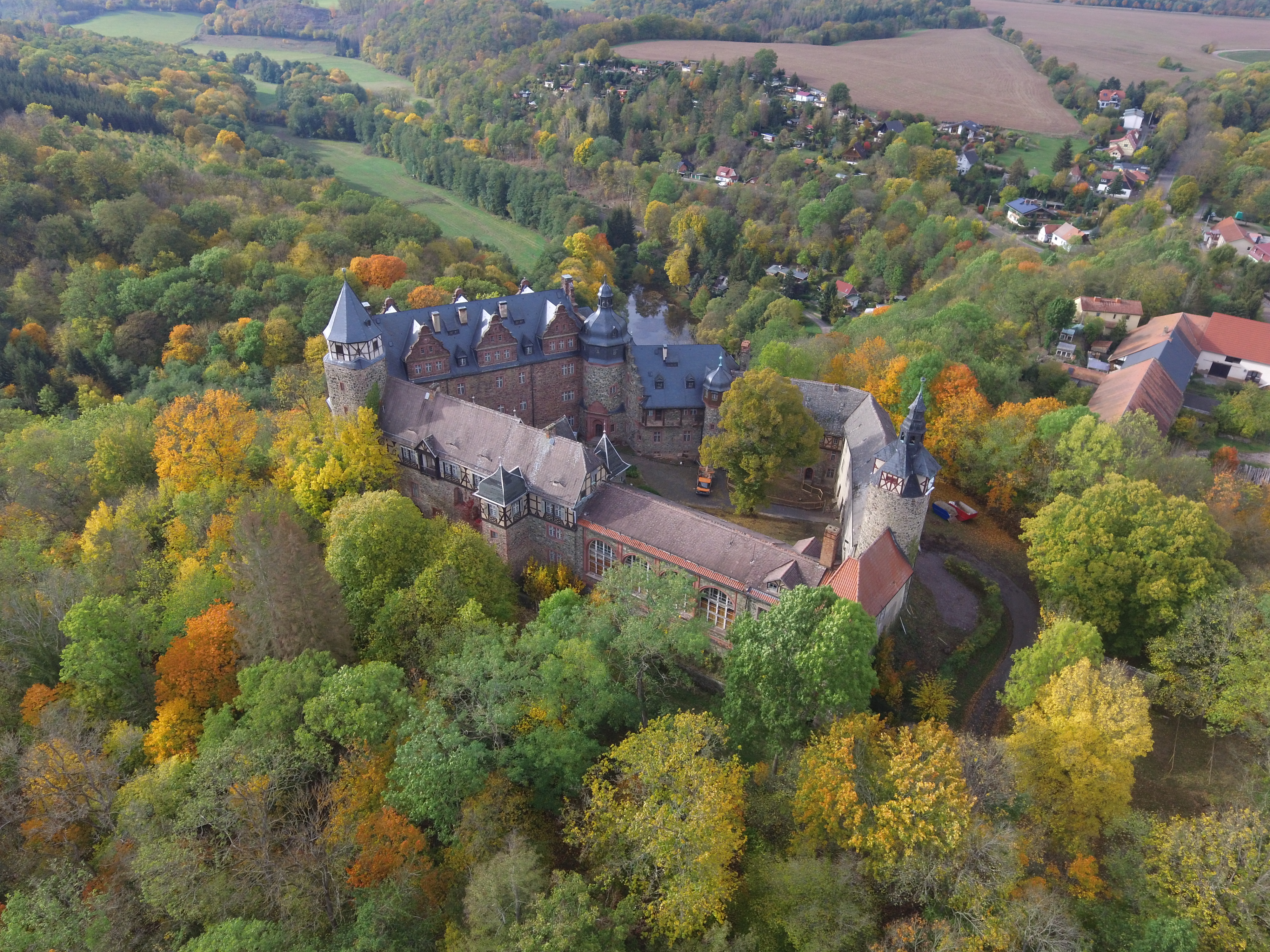
Schloss Rammelburg
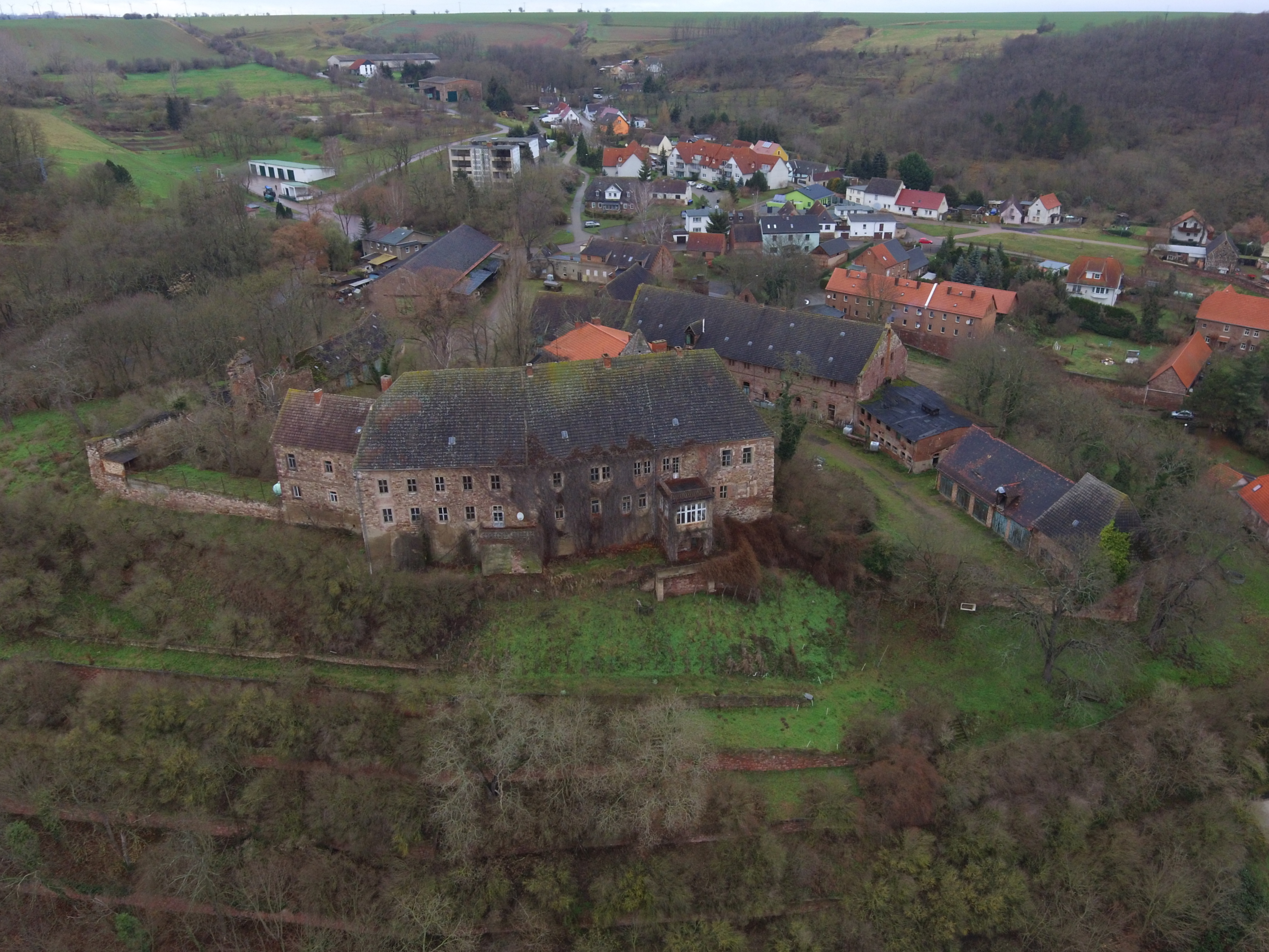
Schloss Friedeburg (Saale)
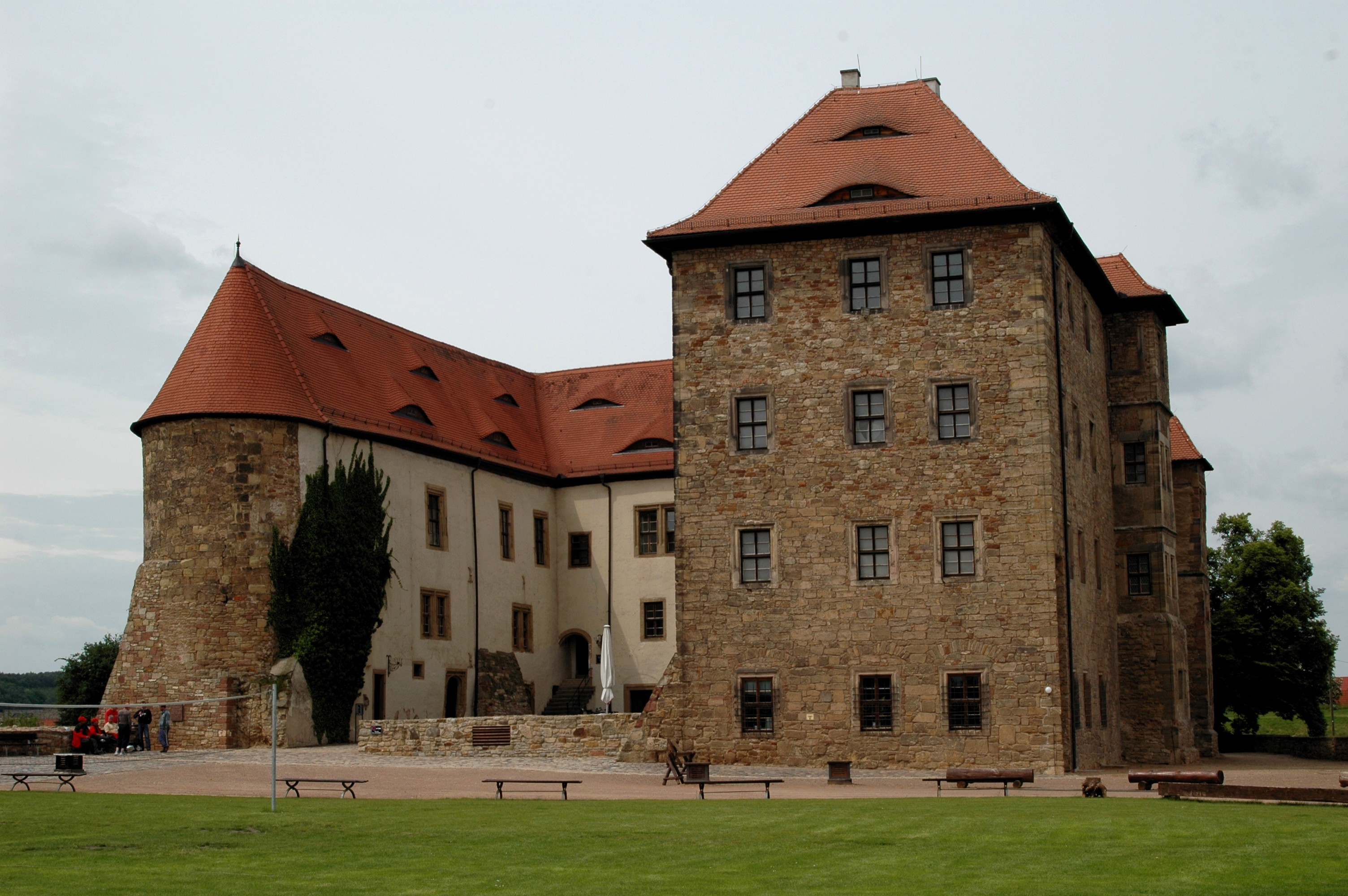
Burg Heldrungen
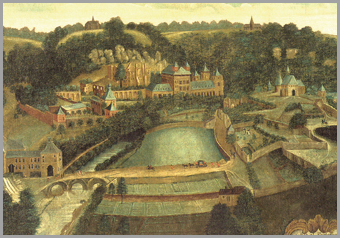
Château de La Fontaine in Clausen (Luxemburg)
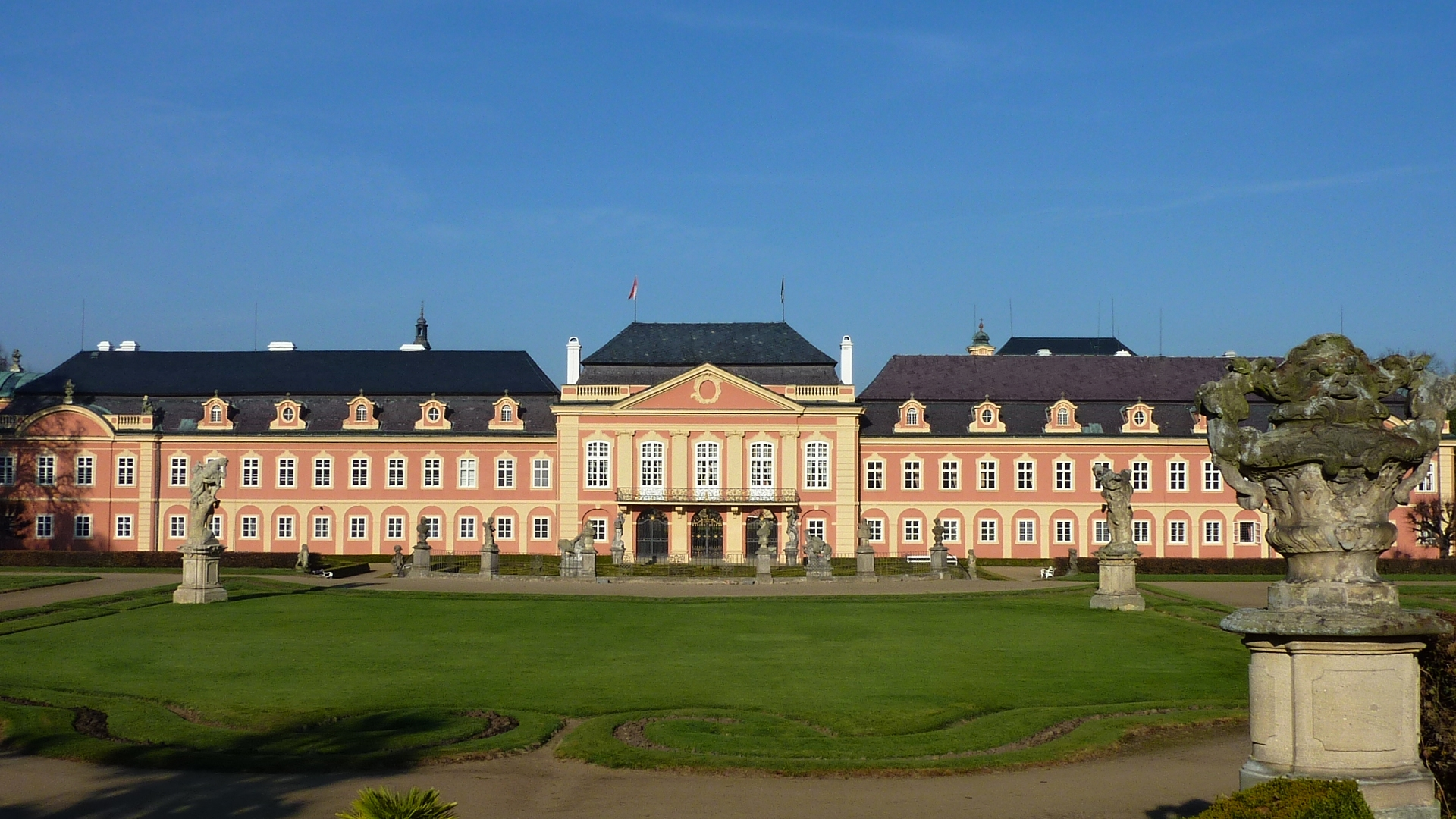
Schloss Dobříš, Mittelböhmen

## Besitzungen
- Amt Allstedt 1526 bis 1575
- Amt Heldrungen 1484 bis 1569/1632
- Amt Rammelburg 15. Jh. bis 1602
- Amt Sittichenbach 1540 bis 1612

## Wappen

### Bestandteile der vereinigten Wappen

Stammwappen derer von Mansfeld
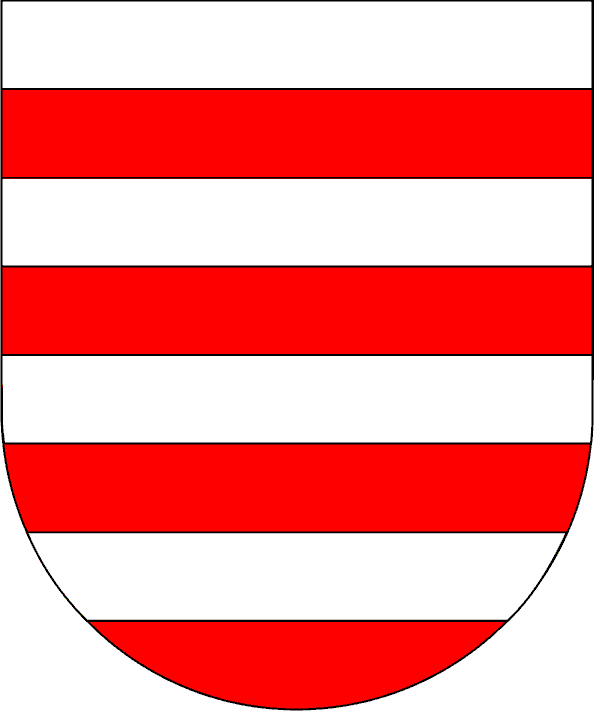
Wappen von Querfurt
Wappen von (Querfurt-)Mansfeld (= Mansfeld-Hinterort)
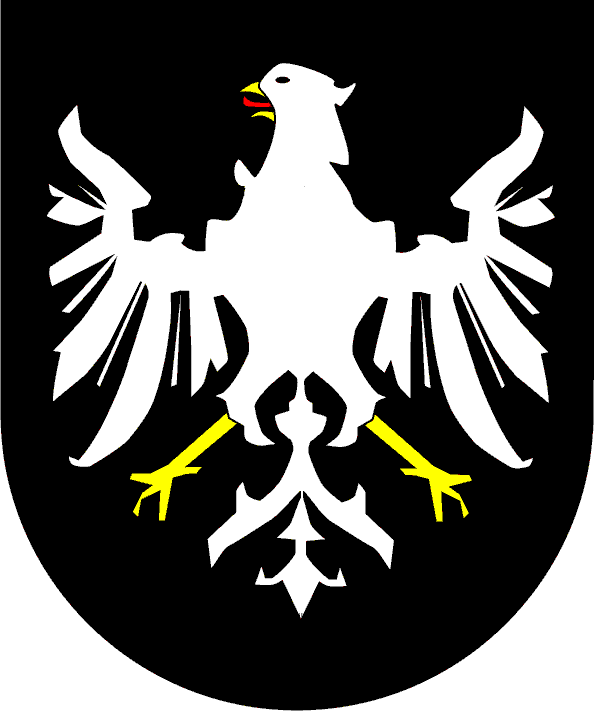
Wappen von Arnstein
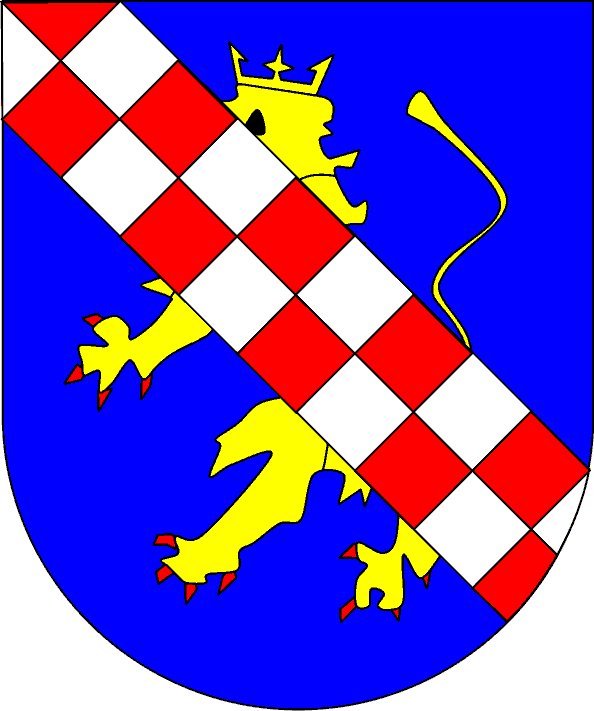
Wappen von Heldrungen
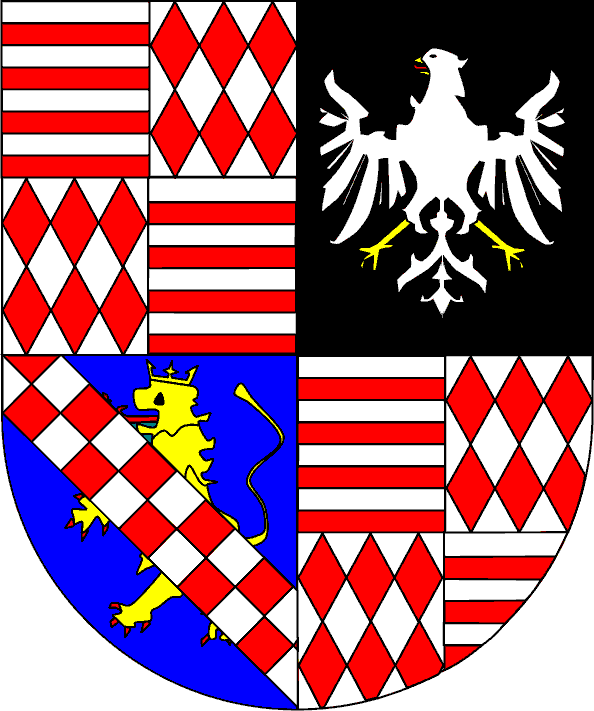
Gesamtwappen der Grafen von Mansfeld seit 1481 (= Mansfeld-Vorderort)
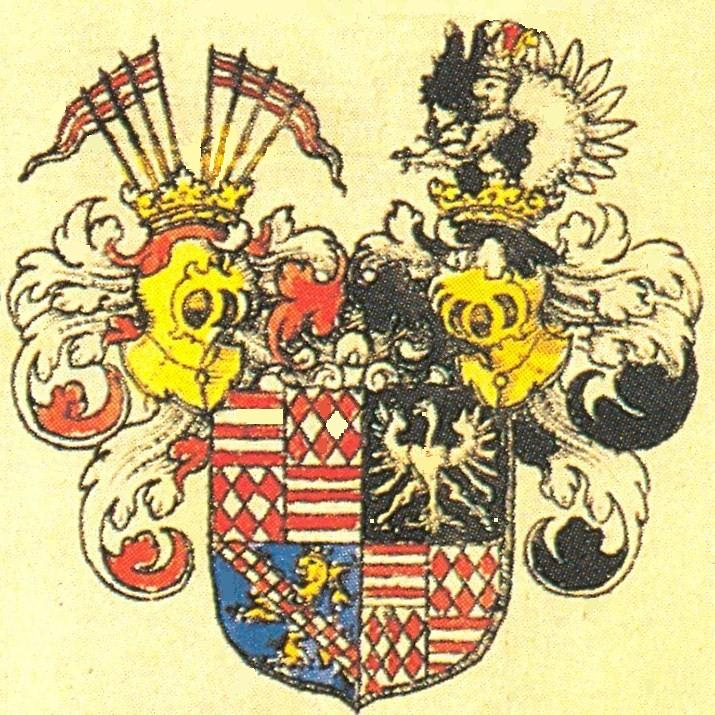
Das Wappen derer von Mansfeld ab 1481 in Siebmachers Wappenbuch von 1605
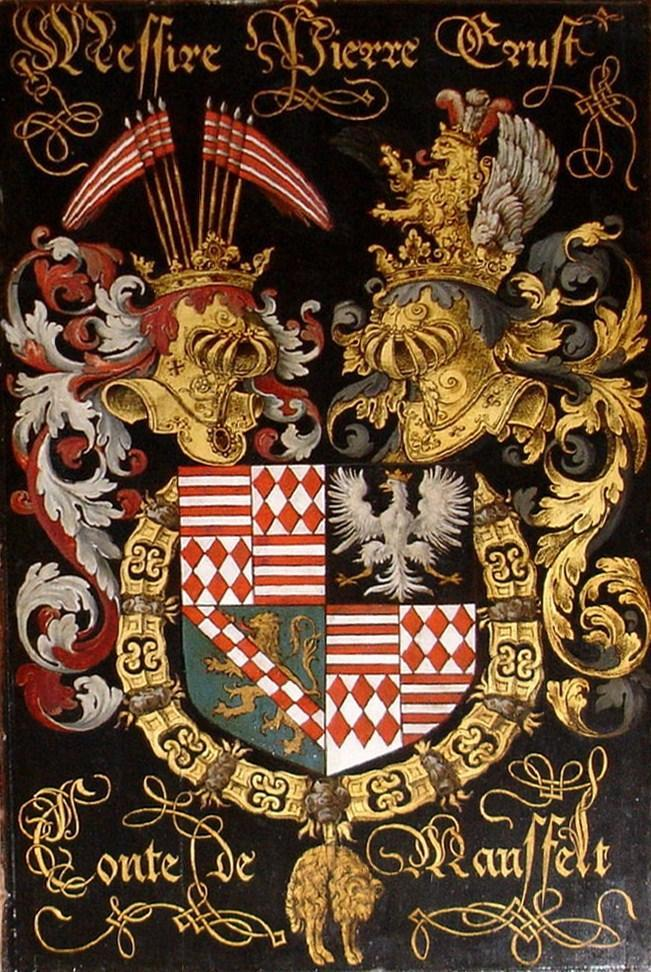
Gräfliches Wappen Peter Ernst I. um 1546
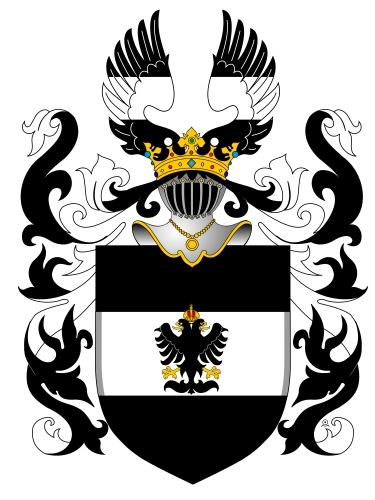
Wappen derer von Colloredo, Erben der Grafen von Mansfeld
Vereinigtes Wappen derer von Colloredo-Mansfeld seit 1789

### Geschichte der vereinigten Wappen
Das Mansfelder Wappen bestand ursprünglich aus den sechs roten Mansfelder Rauten auf silbernem Grund, wie sie auch auf dem Grabstein des 1229 verstorbenen letzten Altmansfelder Grafen Burchard I. in der Andreaskirche Eisleben zu sehen sind. Durch seinen Schwiegersohn Burchard II. († 1255), den Begründer der Mansfeld-Querfurter Linie, kamen die (ursprünglich) vier Querfurter roten Balken auf silbernen Grund in das Mansfelder Wappen, sie wurden (heraldisch) im oberen rechten und im unteren linken Viertel entgegengesetzt zu den Mansfelder Rauten eingeordnet. Der (heraldisch) oben linke silberne Adler auf schwarzem Grund steht für die 1387 von Graf Ulrich von Regenstein erworbene Herrschaft Arnstein, der gekrönte goldene Löwe auf blauem Grund mit rot-silbern geschachtem Schrägbalken (Hohnstein) unten rechts steht für die Herrschaft Heldrungen, die 1484 vom Grafen Hans von Hohnstein erworben wurde. Die (heraldisch) rechte Helmzier zeigt (ursprünglich acht) die rot-silbern gestreiften Querfurter Fahnen (die Erbverbrüderung von 1396 konnte 1496 beim Aussterben der Querfurter Edelherren durch die Mansfelder Grafen gegen das Erzbistum Magdeburg nicht durchgesetzt werden) und die linke Helmzier zeigt den (eigentlich aschfarbenen) Schraplauer Greifen für die 1335 von der Schraplauer Dynasten erworbene Herrschaft Schraplau. Das so genannte Mansfelder Gesamtwappen (siehe Abbildung) wurde nach der Erbteilung 1501 vom Vorderort († 1780) geführt, während der Hinterort († 1666) das einfache Querfurt-Mansfelder Wappen führte. Das Gesamtwappen befindet sich an der Ostseite des Rathauses der Altstadt in Eisleben, das einfache Wappen unter anderem auf dem Schild des Standbildes Kamerad Martin, des Rechtssymbols der vom Mansfelder Hinterort Anfang des 16. Jahrhunderts gegründeten Neustadt in Eisleben.

## Kartographische Darstellungen
- Adam Friedrich Zürner: Accurate geographische Delineation der Graffschafft Mannsfelt sowohl chur sächsisch: als brandenb. Hoheit benebst denen Aemtern Sangerhausen, Querfurth, Sittichenbach, Allstædt und andern angrentzenden Gegenden. Peter Schenk der Jüngere, Amsterdam 1760 (Digitalisat von museum-digital).

## Sagen
- Ludwig Bechstein: Das ist des Mannes Feld[6] (Sage zur Entstehung der Grafschaft Mansfeld und zum Wappen der Mansfelder)